# Olivastrilder
Olivastrilder (Nesocharis) är ett litet släkte med fåglar i familjen astrilder inom ordningen tättingar som återfinns i Afrika.
Släktet olivastrilder omfattar numera endast två arter:
- Mindre olivastrild (N. shelleyi)
- Vithalsad olivastrild (N. ansorgei)

Tidigare fördes vitkindad astrild hit, då med namnet vitkindad olivastrild. Genetiska studier visar dock att den står nära astrilderna i Estrilda. Författarna till studien rekommenderar att den flyttas till ett eget släkte, där Delcaourella har prioritet. 